# 스페인-아르헨티나 관계
스페인-아르헨티나 관계는 아르헨티나와 스페인 간의 양자 관계를 말한다. 19세기 중반 이전 아르헨티나로 이주한 이민자들 중 상당수가 스페인계였기 때문에, 대부분의 아르헨티나인은 적어도 부분적으로 스페인 혈통을 지니고 있다. 또한 19세기 후반부터 20세기 초반 사이에 아르헨티나로 이주한 이민자들 가운데에서도 스페인인은 중요한 비중을 차지하였다. 양국은 이베로아메리카 국가 기구와 유엔의 회원국이다.

## 역사

### 스페인 식민지
1516년, 현재의 아르헨티나 지역을 최초로 방문한 스페인 원정대는 탐험가 후안 디아스 데 솔리스가 이끌었다. 1536년에는 라플라타 강 유역에 최초의 스페인 정착지가 세워졌다. 1776년에는 리오데라플라타 부왕령이 창설되었으며, 부왕의 행정 중심지는 부에노스아이레스로 정해졌다.

### 독립
스페인은 1863년, 평화 및 우호 조약에 서명함으로써 아르헨티나의 독립을 승인하였으며, 이를 통해 양국 간의 외교 관계가 수립되었다.

### 독립 이후
스페인으로부터 독립을 획득한 이후, 양국 간의 외교 관계는 안정적으로 유지되어 왔다. 스페인 내전 당시, 아르헨티나는 중립을 지켰으며, 공화파든 국민파든 관계없이 망명을 요청한 모든 스페인 시민에게 피난처를 제공하였다. 전쟁이 끝난 후에도 아르헨티나는 프란시스코 프랑코 장군의 정부와 외교 관계를 유지하였다. 이러한 외교 관계 유지 덕분에, 1947년 아르헨티나의 영부인 에바 페론이 스페인을 방문하고 스페인 국민에게 500만 톤의 식량을 기부할 수 있었다.
1975년 스페인에서 프랑코 장군이 사망한 후, 아르헨티나는 1976년부터 1983년까지 군사 독재 정권 하에 들어섰다. 1982년, 아르헨티나는 포클랜드 제도를 침공하였으며, 스페인은 아르헨티나의 영유권 주장을 인정하고 지지하였다. 2012년에 기밀 해제된 영국 정부 문서에 따르면, 당시 마거릿 대처 영국 총리는 포클랜드 전쟁 중 스페인이 지브롤터를 침공하며 아르헨티나에 가세할 것을 우려한 것으로 나타났다. 그러나 2020년 12월 31일, 스페인과 영국은 지브롤터 문제와 관련하여 양국 간의 합의에 도달하였다.
2012년에는 아르헨티나 정부가 스페인 다국적 기업 렙솔이 소유한 에너지 기업 YPF를 국유화하려 하면서 양국 간에 외교 분쟁이 발생하였다. 스페인은 이러한 조치가 양국 관계에 악영향을 미칠 것이라고 경고하였다. 4월 16일, 아르헨티나의 크리스티나 페르난데스 대통령은 YPF의 국유화를 공식 발표하였고, 이에 대해 스페인은 "명확하고 단호한" 대응을 경고하였다. 이후 아르헨티나 정부는 YPF 국유화와 관련하여 렙솔과 50억 달러 규모의 보상 합의에 도달하였다.

## 무역 및 투자
2017년, 아르헨티나와 스페인 간의 교역 규모는 총 27억 유로에 달하였다. 아르헨티나의 대스페인 주요 수출 품목은 동물성 제품, 냉동 생선, 갑각류 및 홍합, 구리, 유기 화학 물질 등이 포함된다. 반면 스페인의 대아르헨티나 수출 품목으로는 자동차 부품 및 장비, 전기 자재, 의약품 등이 있다. 빌바오 비스카야 아르헨타리아 은행, 산탄데르 은행, 마프레, 텔레포니카, 자라 등 스페인의 다국적 기업들이 아르헨티나에서 운영되고 있다.
스페인은 미국에 이어 아르헨티나의 두 번째로 큰 투자국이며, 2018년 기준으로 누적 투자액은 9,800만 유로를 초과하였다.